# 정충원
정충원(鄭忠源, 일본식 이름: 烏川忠源우카와 추겐, 1896년 5월 22일 ~ 1977년 3월 12일)은 일제강점기의 경찰 겸 관료이자 대한민국의 금융인으로 본관은 연일이며 다른 이름으로 정종원(鄭宗源, 1949년 10월 개명한 이후부터 사용한 이름이다)이 있다.

## 생애
조선총독부 중추원 참의를 역임한 정재학의 셋째 아들이며 경상북도 대구부(현재의 대구광역시) 출신이다. 1918년 일본 니혼 대학 법학과를 졸업했다. 경상북도 경무과 경시(1922년), 경상북도 경무과 경부(1923년 ~ 1928년), 경상북도 고등경찰과 경부(1928년), 경상북도 위생과 경부(1929년), 경상북도 포항경찰서 경부(1930년 ~ 1936년), 경상남도 순사교습소 경시(1937년)를 역임했으며 1937년 8월 6일부터 1941년 3월 31일까지 평안남도 보안과 경시로 근무했다.
평안남도 보안과 경시로 재직 중이던 1937년에 발발한 중일 전쟁 당시 공습에 대비한 방공 사무를 수행하는 한편 군용 자동차를 징발하고 운전수를 징집하여 관동군의 군사 작전에 협조했다. 또한 시국 범죄 위반 단속 차원에서 무고한 민간인들을 검거하여 일본의 침략 전쟁에 적극 협력했다.
1940년 4월 29일 중일 전쟁에 적극 협력한 공로를 인정받아 일본 정부로부터 공로 을(功勞 乙)과 훈6등 서보장을 받았다. 1941년 3월 31일 평안남도 성천군수, 1943년 3월 29일 평안남도 순천군수로 각각 임명되었고 1942년 4월 8일 일본 정부로부터 훈6등 서보장을 받았다. 광복 이후인 1947년 조흥은행 취체역을 역임했으며 1956년 10월부터 1961년 4월까지 조흥은행 은행장, 1958년 금융통화위원회 정위원을 역임했다. 친일파 708인 명단의 경시 부문, 민족문제연구소의 친일인명사전 수록자 명단의 경찰 부문과 관료 부문, 친일반민족행위진상규명위원회가 발표한 친일반민족행위 705인 명단에 포함되었다.

## 참고자료
- 친일반민족행위진상규명위원회 (2009). 〈정충원〉. 《친일반민족행위진상규명 보고서 Ⅳ-16》. 서울. 538~542쪽.